# Sylvain Dorange
Sylvain Dorange est un auteur  de bande dessinée français né en 1977 à Fréjus.

## Biographie
Né à Fréjus, Sylvain Dorange passe un baccalauréat général scientifique ; il suit une école préparatoire à Nice puis il étudie cinq ans aux Arts Décoratifs de Strasbourg dans l'atelier Claude Lapointe. Le dessinateur déclare ne travailler qu'à la palette graphique.
Sorti de l'école[Quand ?], il publie Les contes de l'Estaque, une adaptation de trois films de Robert Guédiguian, aux éditions Emmanuel Proust, entre 2004 et 2006. Il exerce un temps dans la communication, le dessin animé, la publicité, le webdesign. Il est également dessinateur de presse pour Rue89 Strasbourg. En 2012, pour le centre Paul-Strauss, il participe avec Maud Legrand à un dessin animé de neuf minutes « destiné à présenter la radiothérapie aux enfants devant suivre un tel traitement » : Dis, c'est quoi la radiothérapie ?. 
Ami d'enfance de Franck Viale, il crée avec lui Les Promeneurs du Temps, une trilogie fantastique parue entre 2012 et 2013. En 2015, sur un scénario de Cécile Richard, il signe les dessins de l'album-concept Papillon de Sanseverino inspiré d'Henri Charrière dit Papillon et il réalise une adaptation en bande dessinée pour expliquer « tous les liens qui existent entre les chansons », publiée chez La Boîte à bulles en 2016. La même année, il réalise avec Anne Royant le pilote d'une série TV Méga Boules Frites, produite par aaa production et financé par le CNC. En 2018, s'associant avec William Roy, il livre La Plus Belle Femme du monde sur Hedy Lamarr. L'année suivante, il propose en bande dessinée la vie de Jacques Mathis dans un ouvrage abordant la santé mentale. En 2020, il dessine l'adaptation des Mémoires de Beate et Serge Klarsfeld, traqueurs de nazis, dans un livre intitulé Un combat contre l'oubli, scénarisé par Pascal Bresson,.

## Ouvrages
- Un conte de l'Estaque, écrit par Robert Guédiguian, éd. Emmanuel Proust

1. À l'Attaque, 2004  (ISBN 2-84810-046-X)
2. L'Argent fait le bonheur, 2005  (ISBN 2-84810-082-6)
3. Marius et Jeanette, 2006  (ISBN 2-84810-138-5)

- Les Promeneurs du Temps, scénario de Franck Viale, Les éditions Poivre & Sel, 2012-2013 : 3 volumes
- Sanseverino est Papillon, scénario de Sanseverino et Cécile Richard, éd. La Boîte à bulles, 2016  (ISBN 978-2-84953-256-0)
- La Plus Belle Femme du monde, scénario William Roy, La Boîte à Bulles, 2018  (ISBN 978-2-84953-300-0)
- Psychotique, scénario de Jacques Mathis, La Boîte à bulles, 2019  (ISBN 978-2-84953-335-2)
- Beate et Serge Klarsfeld : un combat contre l'oubli, scénario de Pascal Bresson, La Boîte à Bulles, 2020  (ISBN 978-2-84953-368-0)

### Illustration
- Mensonges... ou vérités dans l'histoire ? Une plongée au cœur des erreurs, tricheries et canulars les plus incroyables de l'histoire mondiale, textes d'Isabelle Louviot ; illustrations avec Arnaud Clermont et Johan Papin, Fleurus, 2018  (ISBN 978-2-215-15176-0)
- La Première guerre mondiale : 1914-1918, textes de Sandrine Mirza ; en partenariat avec le Musée de la Grande guerre, Meaux, éd. Milan, 2018  (ISBN 978-2-7459-9845-3)
- La Seconde guerre mondiale : 1939-1945, texte de Sandrine Mirza, Milan, 2020  (ISBN 978-2-408-01704-0)

### Projet musical
- Marta des Bois[7], éd. Bubble Gomme, 2014. Livre disque réalisé avec Anne Royant, Claire Frossard, Neil Ovey, Emmanuel Remy.